# 李铎 (书法家)
李铎（1930年4月19日—2020年9月17日），字仕龙，原名青槐，后来成为其号，男，湖南醴陵人，中国书法家，中国人民革命军事博物馆研究员，中国书法家协会原副主席、顾问，第九届全国政协委员。

## 生平
李铎于1930年4月19日出生于湖南醴陵市新阳乡易家渡的一个农民家庭，原名李青槐，其祖父为其起名青槐是因其老家古屋前有青槐树。5岁起入私塾，开始描红与接触书法。1949年，其初中即将毕业时正逢中国人民解放军占领湖南，受其影响，李青槐将名字改为「李铎」，因“铎”有「唤醒民众」之意，且字形结构美观，将「青槐」作为其号。后李铎因书法特长而被第四野战军军政大学湖南分校录取，参加中国人民解放军。信阳步兵学院毕业后，李铎被分配到野战军工作，其间参加了护路、剿匪和海南岛的战斗。李铎在行进的队伍中拎着装有石灰水的铁桶，拿着扫帚，写下了诸多鼓舞指战员奔袭歼敌的标语。1953年加入中国共产党。
1959年到1978年，李铎临习了颜、柳、欧、赵、二王等许多碑帖，后着重于对郭沫若书法的练习。其去故宫博物院参观时，曾临摹郭沫若所书的「绘画馆」、「钟表馆」、「瓷器馆」、「珍宝馆」的牌子，认为这是郭沫若书法的精华；其在夏天也会赤膊而缠上毛巾临习书法。20世纪80年代后，李铎开始甩开郭体，将魏碑和隶书笔法引入行书中，形成了古朴的书风。
1995年初，李铎完成《孙子兵法》的书写，总长220米余米，高70厘米，并将其于1995年7月4日拓制成碑，在中国人民革命军事博物馆举办《李铎〈孙子兵法〉碑拓》展。2001年获中国书法艺术特别贡献奖，2006年被中宣部评为第二届中国书法兰亭奖终身成就奖，2009年被授予中国文联第八届造型艺术成就奖。2010年7月出版《回首八十年——李铎图片集》，孙家正为之作序。
2020年9月17日，他在北京去世。

## 任职
李铎为中国人民解放军文职干部，为专业技术一级、文职一级，享受国务院政府特殊津贴。其历任第九届全国政协委员，第六届全国文联委员，第三届中国书法家协会主席，第四、五届中国书协顾问，中国国际友好联络会理事，中国书法函授大学特约教授，国际书画艺术研究会顾问，又任解放军美术书法研究院副院长、解放军书法创作院院长、中国人民革命军事博物馆研究员、中国艺术研究院博士生导师、齐白石书画艺术研究院副院长、北京工业大学书画学会顾问等。

## 艺术成就

华清宫景区内李铎书法的摩崖石刻

李铎的书法以魏隶入行，带有古拙沉雄，苍劲挺拔，雍容大度的风格，逐渐形成“临、立、变、创”的书法特色。其作品曾至日本、东南亚国家参展。在中国大陆其作品除见诸报刊和展出外，又为许多博物馆收藏，在旅游景点制匾刻石，供游人欣赏。其多次以团长身份率书法代表团赴日本、马来西亚等国家和地区参加书展和书艺交流，又曾为家乡青泥湾小学捐赠李铎图书馆，捐款一百万元为家乡醴陵一中成立「李铎奖学助学基金」。
李铎在中国人民革命军事博物馆一层拥有其个人工作室“仕龙书屋”，以李铎字号命名。

## 评价
李继耐在《解放军报》上看到李铎抄录的胡锦涛“八荣八耻”手迹后说：“我看到李铎同志的这幅作品，十分惊喜，我认为这是李铎同志近几年来创作的精品中最好的一幅，堪称代表作、传世之作。由此可见，政治热情可以激发出最高的创作水平，军队新闻出版、文艺等单位，要充分发挥自身的优势，在宣传社会主义荣辱观中做出更大贡献。”

## 著作
其著有《书法入门》，出版有《李铎书前后出师表》、《李铎书法作品精选》、《李铎题画集》、《李铎书〈孙子兵法〉碑贴全集》、《笔伴戎马行》、《李铎书画集》、《李铎论书断语》等字贴和专集。